# Parque nacional Volcán Arenal
El Parque nacional Volcán Arenal se encuentra en la provincia de Alajuela. Tiene una extensión de 12,124 hectáreas. Está conformado principalmente por dos cerros, a saber, el Volcán Arenal y el Cerro Chato. Se ubica en el Área de Conservación Arenal Huetar Norte (ACAHN)
El parque es visitado por miles de turistas que acuden cada año en busca de alojamiento, aguas termales y puntos estratégicos para observar la actividad volcánica y la abundante fauna que habita en el bosque lluvioso.

## Historia
Antes de 1968, se dudaba de si el dicho volcán era siquiera uno, ya que estaba extinto desde que había registro; Se le conocía Cerro Arenal. Pero el día 29 de julio de dicho año se abrieron tres cráteres causando una explosión, y destruyendo los pueblos de Tabacón, y Pueblo Nuevo, matando a un alrededor de 90 personas.
Desde entonces, este volcán se ha convertido entre los más activos y más famosos de Costa Rica.

## Fauna y flora

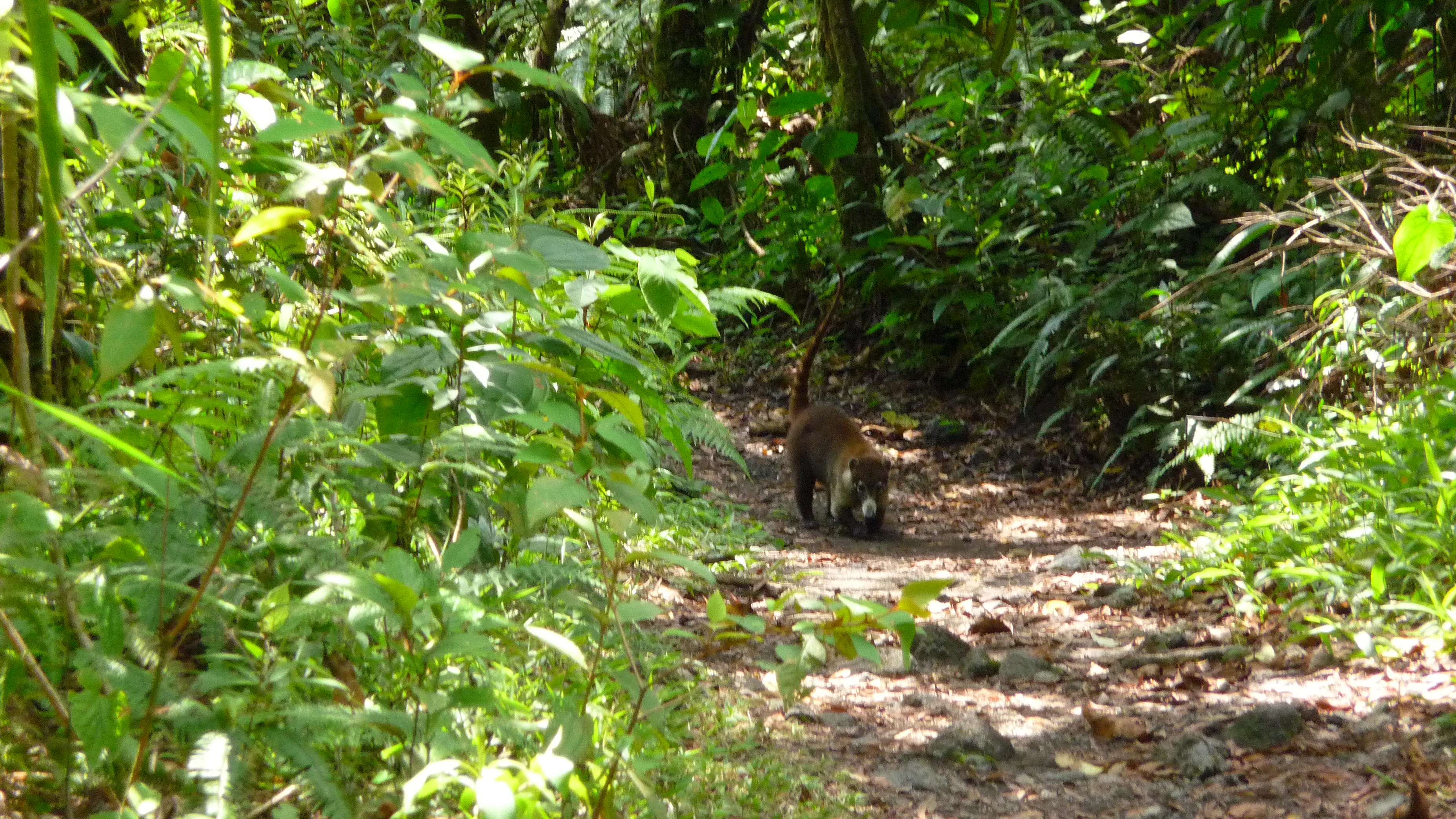
Agutí en el Parque Nacional del Arenal

### Fauna
Las principales especies de fauna son el tepezcuintle, la danta; los monos carablanca, congo y colorado; el coatí, el perezoso, y el jaguar. Se encuentran pájaros como los colibríes, los quetzales, loros, sargentos, pericos, y la urraca parda.

### Flora
Entre la flora principal se encuentra guayabo del monte, laurel, cocobolo, níspero, balsa, guarumo, pilón y diferentes especies de palmas, heliconias, orquídeas, helechos y bromelias incluyendo la especie endémica: Pitcaimia pitolindo.
Además se encuentra la flor dorada.